# Intendencia de Concepción
La intendencia de Concepción o provincia de Concepción (formalmente intendencia de ejército y provincia de Concepción), fue un área administrativa del Imperio español creada el 14 de enero de 1786 dentro de la Capitanía General de Chile. El gobernador intendente de Concepción era a la vez comandante general de la frontera. Los gobiernos políticos y militares de Juan Fernández y de Valdivia estaban sujetos el intendente de Concepción en lo relativo a la Real Hacienda y a la causa de policía (política).
La intendencia de La Concepción abarcaba desde el río Maule por el norte, hasta la intendencia de Chiloé, por el sur (exceptuando la jurisdicción del gobierno de Valdivia hasta el año 1740, y la del gobierno de Osorno entre fines del siglo XVIII y comienzos del siglo XIX).

## Historia
Con las reformas borbónicas durante el siglo XVIII, se crearon las provincias o intendencias, regidas por un gobernador intendente. Estas se dividían en partidos. Las intendencias de Chile (Santiago y Concepción) fueron creadas por disposición del virrey del Perú Teodoro de Croix y del visitador real Jorge Escobedo, por auto de 14 de enero de 1786. Se ordenó que las dos nuevas intendencias se rigieran por la Real Ordenanza de Intendentes de Ejército y Provincia dispuesta por el rey para el virreinato del Río de la Plata el 28 de enero de 1782, y que también se aplicaba en el virreinato del Perú con modificaciones. Fue convalidada por real orden de 6 de febrero de 1787. La creación fue comunicada en Chile por bando de 14 de junio de 1786.
Hacia fines del siglo XVIII se creó el partido de Isla de La Laja. Al ser refundada la ciudad de Osorno en 1796, la zona entre los ríos Bueno y Maipué (el antiguo corregimiento de Osorno) pasó a la intendencia de Concepción, separándose del gobierno de Chiloé. Posteriormente desde el 1 de junio de 1798 y el 28 de octubre de 1802, la zona de Osorno conforma el gobierno de Osorno y queda bajo la jurisdicción directa del virrey del Perú; el cual en 1811 vuelve a depender del Virreinato del Perú hasta 1820, fecha en que es capturada por los independentistas chilenos.
A principios del siglo XIX, se crean nuevos partidos, respondiendo al desarrollo de los poblados, entre ellos el partido de Linares. Además, con el proceso de independencia, ocurre un nuevo cambio en la división política-administrativa del país. Se crea una nueva intendencia o provincia (Coquimbo), en 1810. Hacia 1823, aparecen otros partidos: San Carlos, Parral, Coelemu y Lautaro.
En 1822, se derogan constitucionalmente las Intendencias y se crean los departamentos, regidos por un delegado directorial. Se conservan los distritos y cabildos. En 1823, la nueva Constitución establece departamentos; delegaciones; subdelegaciones; prefecturas e inspectorias. Se crean municipalidades en cada delegación y en las subdelegaciones que se considere necesario. Los departamentos equivalen a las antiguas provincias (Intendencias). Las delegaciones equivalen a los antiguos partidos. Las municipalidades equivalen a los antiguos cabildos. Así la antigua provincia o intendencia de Concepción, pasa a llamarse departamento de Concepción.
En 1826, con las leyes federales, se crean 8 provincias. Así, se divide el antiguo territorio de la intendencia entre las provincias de Maule, Concepción y parte de la de Valdivia. Finalmente la Constitución de 1828, vuelve a establecer estas 8 provincias.

## Límites
- Al norte: El río Maule y la intendencia de Santiago
- Al sur: La Frontera

Desde 1796:
- Al norte: El río Maule y la intendencia de Santiago

- Al sur: El río Maipué y el gobierno de Chiloé

Desde 1798: 
- Al norte: El río Maule y la intendencia de Santiago
- Al sur: El río Maipué y el gobierno de Chiloé, (exceptuando el gobierno de Osorno, que estuvo dos periodos bajo la jurisdicción directa del virrey del Perú)

## Administración
La sede de la intendencia de Concepción, estaba en la ciudad de Concepción del Nuevo Extremo.

## Los gobernadores intendentes
La intendencia de Concepción fue regida por el gobernador intendente de Concepción.
El primer gobernador intendente fue Ambrosio O'Higgins, asumiendo en 1786. En 1788, deja el cargo para asumir como gobernador de Chile.
En 1791, asume el brigadier de ejército Francisco de la Mata Linares, quién se desempeña en el cargo hasta 1797. Le sigue en su puesto el coronel Luis de Alava como intendente de Concepción y comandante de La Frontera.

## Partidos
Inicialmente estaba compuesta por 6 partidos: Concepción, Cauquenes, Chillán, Itata, Rere y Puchacay. Los subdelegados partidarios tenían jurisdicción sobre las 4 causas (justicia, hacienda, guerra y policía) según disposición de la Junta Superior de Real Hacienda de Chile de 14 de junio de 1786. Los partidos de la intendencia de Concepción a fines del siglo XVIII eran:
| Partido                | Cabecera                                                                         |
| ---------------------- | -------------------------------------------------------------------------------- |
| La Concepción          | Ciudad de La Concepción del Nuevo Extremo                                        |
| Cauquenes              | Villa de Nuestra Señora de las Mercedes de Tutuben                               |
| Chillán                | Ciudad de San Bartolomé de Gamboa                                                |
| Itata                  | Villa de San Antonio Abad de Quirihue                                            |
| Rere                   | Villa de San Luis Gonzaga de Rere                                                |
| Puchacay               | Villa de San Juan Bautista de Hualqui, Villa de San Antonio de La Florida (1799) |
| Isla de La Laja, 1793+ | Villa de Nuestra Señora de Los Ángeles                                           |
| Gobierno de Valdivia   | Ciudad de Santa María La Blanca de Valdivia                                      |
| Osorno, 1802++         | Villa de San Mateo de Osorno                                                     |

+segregada de Rere
++ conformo previa e igualmente el Gobierno de Osorno, pasando  en 1802 a jurisdicción de la Intendencia
Elaborado a partir de Vicente Carvallo Goyeneche. Descripción Histórico Geografía del Reino de Chile precedida de una biografía del autor por don Miguel L. Amunátegui. Tomos III En: Colección de Historiadores de Chile y documentos relativos a la Historia Nacional. Tomo X. Santiago de Chile. 1875 
Hacia 1810, están los siguientes partidos:
| Partido               | Cabecera                                           |
| --------------------- | -------------------------------------------------- |
| La Concepción         | Ciudad de La Concepción del Nuevo Extremo          |
| Cauquenes             | Villa de Nuestra Señora de las Mercedes de Tutuben |
| Linares*              | Villa de San Ambrosio de Linares                   |
| Chillán               | San Bartolomé de Gamboa                            |
| Itata                 | Villa de San Antonio Abad de Quirihue              |
| Rere                  | Villa de San Luis Gonzaga de Rere                  |
| Puchacay              | Villa de San Antonio de La Florida (1799)          |
| Isla de La Laja, 1793 | Villa de Nuestra Señora de Los Ángeles             |
| Valdivia              | Ciudad de Santa María La Blanca de Valdivia        |
| Osorno                | Villa de San Mateo de Osorno                       |

(*) segregada de Cauquenes.
Hacia 1823 se crean nuevos partidos. Así nacen:
| Partido         | Cabecera                                           |
| --------------- | -------------------------------------------------- |
| La Concepción   | Ciudad de La Concepción del Nuevo Extremo          |
| Cauquenes       | Villa de Nuestra Señora de las Mercedes de Tutuben |
| Linares         | Villa de San Ambrosio de Linares                   |
| Parral*         | Villa Reina Luisa de Parral                        |
| San Carlos**    | Villa de San Carlos de Itihue                      |
| Chillán         | Ciudad de San Bartolomé de Gamboa                  |
| Itata           | Villa se San Antonio Abad de Quirihue              |
| Coelemu***      | Villa Jesús de Coelemu                             |
| Rere            | Villa de San Luis Gonzaga de Rere                  |
| Puchacay        | Villa de San Antonio de La Florida                 |
| Isla de La Laja | Villa de Nuestra Señora de Los Ángeles             |
| Lautaro****     | Fuerte de Colcura                                  |

(*), segregado de Linares
(**), segregado de Chillán
(***), segregado de Itata
(****), creado a partir de los fuertes al sur del Biobío.
Con la Constitución de 1823, los antiguos partidos pasan a llamarse delegaciones.